# Gustav-Adolf Schur
Gustav-Adolf „Täve“ Schur (Heyrothsberge, 1931. február 23. –) keletnémet kerékpárversenyző és politikus. Róla nevezték el a 38976 Taeve kisbolygót. A Täve a Gustav becézett alakja.